# Aristocracia operária
A aristocracia operária é constituída por certas camadas de operários altamente qualificados, surgidos a partir do desenvolvimento das forças produtivas do capitalismo industrial no século XIX, que recebem salários acima da média geral da classe trabalhadora. O termo, ainda hoje utilizado nos estudos de marxismo, foi cunhado por Friedrich Engels em um artigo publicado nas revistas Commonweal da Inglaterra e Die Neue Zeit da Alemanha no ano de 1885 e cujo título era “A Inglaterra em 1845 e em 1885”. Décadas depois, Lênin, no livro Imperialismo, Estágio Superior do Capitalismo, parte de Engels para observar que a fase imperialista do capitalismo, nos anos iniciais do século XX, trazia como consequência a formação de camadas privilegiadas entre os próprios operários, "a fim de separá-las das grandes massas do proletariado". Esta classe era constituída através do rendimento que os países capitalistas adquiriam pela submissão de países subdesenvolvidos através da dívida financeira, dependência econômica e também pela conquista colonial, e serviria para acentuar o oportunismo e a decomposição do movimento operário. O historiador marxista Eric Hobsbawm retomou o termo décadas depois.
O desenvolvimento do capitalismo monopolista ocasionou o surgimento de um novo setor da classe operária, que, distanciado dos demais trabalhadores, aproxima-se do grande capital através de uma aliança.
De acordo com Sérgio Lessa:
"Em todos os países que se industrializaram surgiu um setor operário mais especializado, com ganhos melhores, maior capacidade de articulação e ação política devido à sua maior cultura e melhor formação profissional, ao lado de outro setor, mais numeroso, composto por trabalhadores não especializados, muitas vezes por mulheres e crianças, com menos estabilidade no emprego, menor consciência política e menor capacidade de organização."